# Kyllinga beninensis
Kyllinga beninensis är en halvgräsart som beskrevs av Samain, Reynders och Paul Goetghebeur. Kyllinga beninensis ingår i släktet Kyllinga och familjen halvgräs.
Artens utbredningsområde är Benin. Inga underarter finns listade i Catalogue of Life.